# San Francisco 49ers 1955
La stagione 1955 dei San Francisco 49ers è stata la 6ª della franchigia nella National Football League. Buck Shaw, l'unico allenatore che la squadra avesse mai avuto, fu sostituito da Red Strader, ex capo-allenatore dei New York Yanks. Il quarterback Y.A. Tittle guidò la lega con 17 passaggi da touchdown ma subì anche 28 intercetti.

## Partite

### Stagione regolare
| Turno | Data  | Trasferta           | Punteggio | Casa                | Record | Pubblico |
| 1     | 25/9  | Los Angeles Rams    | 23–14     | San Francisco 49ers | 0–1–0  | 58,772   |
| 2     | 2/10  | Cleveland Browns    | 38–3      | San Francisco 49ers | 0–2–0  | 43,595   |
| 3     | 9/10  | San Francisco 49ers | 20–19     | Chicago Bears       | 1–2–0  | 41,651   |
| 4     | 16/10 | San Francisco 49ers | 27–24     | Detroit Lions       | 2–2–0  | 50,179   |
| 5     | 23/10 | Chicago Bears       | 34–23     | San Francisco 49ers | 2–3–0  | 56,350   |
| 6     | 30/10 | Detroit Lions       | 38–21     | San Francisco 49ers | 3–3–0  | 44,831   |
| 7     | 6/11  | San Francisco 49ers | 27–14     | Los Angeles Rams    | 3–4–0  | 71,832   |
| 8     | 13/11 | San Francisco 49ers | 7–0       | Washington Redskins | 3–5–0  | 25,112   |
| 9     | 20/11 | San Francisco 49ers | 27–21     | Green Bay Packers   | 3–6–0  | 19,099   |
| 10    | 27/11 | San Francisco 49ers | 26–14     | Baltimore Colts     | 3–7–0  | 33,485   |
| 11    | 4/12  | Green Bay Packers   | 28–7      | San Francisco 49ers | 3–8–0  | 32,897   |
| 12    | 11/12 | Baltimore Colts     | 35–24     | San Francisco 49ers | 4–8–0  | 33,471   |